# Erhöhtes Fleisch und Blut

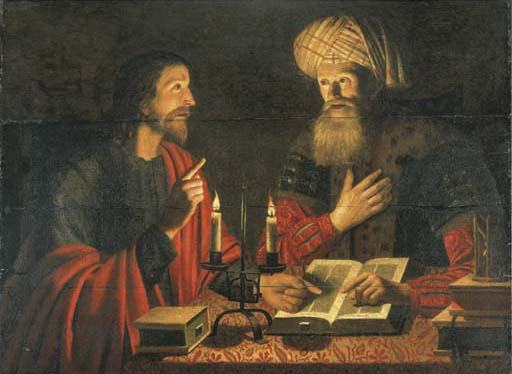
Jesus und Nicodemus, Crijn Hendricksz, 1616–1645

Erhöhtes Fleisch und Blut (BWV 173) ist eine Kirchen-Kantate von Johann Sebastian Bach. Er komponierte sie in Leipzig für den 2. Pfingsttag und führte sie wahrscheinlich am 29. Mai 1724 zum ersten Mal auf. Ihre Musik beruht vollständig auf der Köthener Glückwunschkantate Durchlauchtster Leopold, BWV 173a.

## Geschichte und Worte
Bach komponierte die Kantate wahrscheinlich in seinem ersten Jahr in Leipzig für den 2. Pfingsttag und führte sie am 29. Mai 1724 zum ersten Mal auf. Er gestaltete sie aus sechs (von acht) Sätzen der Glückwunschkantate Durchlauchtster Leopold, BWV 173a, die er in Köthen komponiert hatte. Die Musik der Fassung von 1724 ist nicht erhalten, wohl aber eine Fassung von 1727. Womöglich war die Fassung von 1724 ihrem Vorbild noch ähnlicher als die spätere. Der unbekannte Textdichter schrieb Parodien der sechs Sätze, darunter zwei Rezitative in den Sätzen 1 und 5. Bach benutzte die Sätze 6 und 7 des Vorbilds nicht in dieser Kantate, setzte jedoch Satz 7 ein Jahr später in Er rufet seinen Schafen mit Namen, BWV 175, ein.
Die vorgeschriebenen Lesungen für den Festtag waren Apg 10,16–21  und Joh 3,16–21 , das Treffen von Jesus und Nikodemus. In der Dichtung überwiegt ein allgemeines Lob auf die Güte Gottes. Die erste Strophe von Satz 4 ist eine Paraphrase auf den Anfang des Evangeliums, „Also hat Gott die Welt geliebt“, den Bach ein Jahr später für den Eingangschor seiner Kantate zum selben Anlass, Also hat Gott die Welt geliebt, BWV 68, einsetzte.

## Besetzung und Aufbau
Die Kantate ist besetzt mit vier Solisten, Sopran, Alt, Tenor und Bass, vierstimmigem Chor, zwei flauti traversi, zwei Violinen, Viola und Basso continuo, während die Glückwunschkantate nur für zwei Solisten gesetzt war.
1. Recitativo (Tenor): Erhöhtes Fleisch und Blut
2. Aria (Tenor): Ein geheiligtes Gemüte
3. Aria (Alto): Gott will, o ihr Menschenkinder
4. Aria (Sopran, Bass): So hat Gott die Welt geliebt
5. Recitativo (Sopran, Tenor): Unendlichster, den man doch Vater nennt
6. Coro: Rühre, Höchster, unsern Geist

## Musik
Bach wies den ersten Satz dem Tenor zu, statt Sopran in der Glückwunschkantate. Er änderte die Singstimme erheblich, schrieb jedoch keine neue Stimme, sondern trug die neue Fassung in die Stimme der weltlichen Vorlage ein. Die zweite Arie, Satz 3, wird vom Alt statt Bass gesungen. Satz 4 ist ein Duett, das drei Strophen in zunehmend reicherer Variation behandelt, die erste Strophe ist für Bass und Streicher in G-Dur, die zweite für Sopran eine Quinte höher in D-Dur mit zusätzlichen Flöten, die letzte für beide Stimmen, erneut eine Quinte höher in A-Dur und in lebhafterer Bewegung. Der Aufbau dieses Duetts ist in Bachs Kantatenschaffen einzigartig, die Steigerung auf mehreren Ebenen drückt die Erhöhung des Herrschers aus. In der Barockzeit war es möglich, die Erhöhung des weltlichen Herrschers ohne Veränderung auf die Erhöhung Gottes zu übertragen.
Im letzten Satz erweiterte Bach ein Duett teilweise zur homophonen Vierstimmigkeit.

## Einspielungen
- Bach: 13 Sacred Cantatas & 13 Sinfonias. Helmut Winschermann, Kantorei Barmen-Gemarke, Deutsche Bachsolisten, Ileana Cotrubas, Julia Hamari, Kurt Equiluz, Hermann Prey. Philips 1971.
- Bach Made in Germany Vol. 4 - Cantatas V. Hans-Joachim Rotzsch, Thomanerchor, Gewandhausorchester, Regina Werner, Heidi Rieß, Hans-Joachim Rotzsch, Siegfried Lorenz. Eterna 1974.
- J. S. Bach: Das Kantatenwerk - Sacred Cantatas Vol. 9, Nikolaus Harnoncourt, Tölzer Knabenchor, Concentus Musicus Wien, Solisten des Tölzer Knabenchor, Kurt Equiluz, Robert Holl, Teldec 1995
- J. S. Bach: Complete Cantatas Vol. 7, Ton Koopman, Amsterdam Baroque Orchestra & Choir, Lisa Larsson, Elisabeth von Magnus, Gerd Türk, Klaus Mertens, Antoine Marchand 1997
- Bach Cantatas Vol. 26: Long Melford For Whit Sunday For Whit Monday. John Eliot Gardiner, Monteverdi Choir, English Baroque Soloists, Lisa Larsson, Nathalie Stutzmann, Christoph Genz, Panajotis Iconomou. Soli Deo Gloria 2000.
- J. S. Bach: Cantatas Vol. 20 - Cantatas from Leipzig 1724. Masaaki Suzuki, Bach Collegium Japan, Yukari Nonoshita, Mutsumi Hatano, Gerd Türk, Peter Kooij. BIS 2001.
- Erhöhtes Fleisch und Blut. Rudolf Lutz, Chor und Orchester der J. S. Bach-Stiftung, Maria Cristina Kiehr, Markus Forster, Gerd Türk, Markus Volpert. Daniel Hell (Reflexion). DVD, Gallus Media, 2011.